# Bawden Ice Rise
Der Bawden Ice Rise ist eine 15 km lange und 4 km breite Eiskuppel am Rand des Larsen-Schelfeises vor der Foyn-Küste des Grahamlands auf der Antarktischen Halbinsel. Sie ragt 75 km ostsüdöstlich des Kap Alexander auf.
Der British Antarctic Survey kartierte die Eiskuppel, die möglicherweise aus mehreren Kuppeln besteht, anhand von bei einem Überflug im Februar 1975 vorgenommenen Bodenradarmessungen. Das UK Antarctic Place-Names Committee benannte sie 1985 nach John Bawden (* 1931), ab 1971 Mitarbeiter des British Antarctic Survey und von 1973 bis 1978 dessen Schatzmeister.